# Азар, Поль
Поль Гюстав Мари Камиль Азар (фр. Paul Hazard; 30 апреля 1878, Ноордпеен, О-де-Франс — 13 апреля 1944, Париж) — французский учёный-историк идей и литературы, философ, педагог, профессор Сорбонны, доктор наук. Член Французской академии (кресло 11).

## Биография
Потомственный педагог, его отец и дед учительствовали во Французской Фландрии.
В 1902 году окончил Высшую нормальную школу в Париже. В 1910 году защитил докторскую диссертацию в Сорбонне. С 1911 до 1919 года преподавал курс сравнительного литературоведения в Лионском университете, затем перешёл в Парижский университет (1919—1925). В 1925 году занял кафедру сравнительного литературоведения в Коллеж де Франс в Париже.
В 1921 году совместно с Ф. Бальдансперже основал и редактировал журнал «Revue de littérature comparée».
С 1932 по 1940 год, в качестве приглашенного профессора читал лекции в Колумбийском университете Нью-Йорка. В 1920-х — 1930-х годах П. Азар читал лекции в разных американских школах. В 1939 году был избран во Французскую академию.
В 1941 году вернулся в оккупированную немцами Францию, продолжил преподавание в Лионе и Париже. Был избран ректором Парижского университета, однако из-за сопротивления оккупационных властей, пост ректора не занял.
Умер в 1944 году незадолго до освобождения Парижа.

## Научная деятельность
Автор фундаментальных работ по эпохе Просвещения, в том числе 3-томного труда «Кризис европейского сознания 1680—1715 гг.» (La Crise de la conscience européenne, 1680—1715, 3 vol. (1935). В нём рассматривается конфликт между неоклассицизмом XVII века и его идеалами порядка и совершенства и идеями эпохи Просвещения. Создал труды о жизни и творчестве А. де Ламартина («Lamartine», 1925), Стендаля («La vie de Stendhal», 1927), М. Сервантеса («Дон Кихот Сервантеса. Исследование и анализ» — «Don Quichotte de Cervantès. Étude et analyse», 1931). Также писал о итальянской истории и литературе, в том числе о влиянии на неё Французской революции конца XVIII века  («Французская революция и итальянская литература. 1789—1815» — «La Révolution française et les lettres italiennes. 1789—1815», 1910), жизни и литературной деятельности Джакомо Леопарди («Giacomo Leopardi», 1913).

## Избранные труды
- «Европейская мысль в XVII веке»
- La Révolution française et les lettres italiennes, 1789—1815 (1910)
- Giacomo Leopardi (1913)
- Un examen de conscience de l’Allemagne : d’après les papiers de prisonniers de guerre Allemands. Paris : Bloud et Gay, 1915
- La ville envahie (1916)
- L’Italie vivante (1923)
- Histoire illustrée de la littérature française (avec Joseph Bédier, 2 vol., 1923-24)
- Lamartine (1925)
- La Vie de Stendhal (1928)
- Avec Victor Hugo en exil (1930)
- Don Quichotte de Cervantès : étude et analyse (1931)
- La Crise de la conscience européenne : 1680—1715 (1935)
- Le Visage de l’enfance (1938)
- Quatre études. Baudelaire. Romantiques. Sur un cycle poétique. L’Homme de sentiment (1940)
- La Pensée européenne au XVIIIe siècle, de Montesquieu à Lessing (1946).
- Les Livres, les enfants et les hommes (1949)

## Награды
- Офицер Ордена Почётного легиона.